# 阿桑加羅
阿桑加羅（西班牙語：Azángaro），是秘魯的城鎮，位於該國東南部普諾大區，是阿桑加羅省的首府。
阿桑加羅的殖民時期教堂知名於它的黃金神廟。在毗鄰的聖貝納多廣場（Plaza San Bernardo），秘魯獨立先驅圖帕克·阿馬魯二世的將軍佩德羅·比爾卡·阿帕薩（Pedro Vilca Apaza）被任命駐紮。他的遺言是「Por este Sol aprended a morir como yo.（這樣，太陽學會像我一樣死去。）」圖帕克·阿馬魯二世被處決後，革命的領導中心轉移到阿桑加羅。

## 歷史
1535年，西班牙來到阿桑加羅。1542年秘魯總督轄區覆蓋了三個政區：利馬、拉布拉塔和智利，而阿桑加羅及普諾屬於該總督轄區。
到了共和國時代，1825年，阿桑加羅經2月5日的法律升格為市，又於6月21日的法律成為以該城命名的省的首府，並下轄18個區。

## 人口統計

### 人口
就人口而言，阿桑加羅是普諾大區第四名的城市，佔總人口的12.6％。根據2012年的人口估計和預測，該地區共有28,526居民。省內人口最多的區是阿桑加羅區，每平方公里人口密度為41.99，佔總人口的21.68％。

### 貧窮率
在普諾大區，阿桑加羅市位於貧困的第三位，其水平與人口的生活素質密切相關，後者被定義為滿足基本需求。根據人類貧窮指數，在阿桑加羅省，其人口生活素質處於極度貧困和非常貧困的境地，其貧窮率為0.6632。

### 教育
阿桑加羅共有397個教育機構，佔正規教育的96.2％（幼兒園，小學，高校及以上）。其中大約68.3％是小學，當中大多數集中在佔24.7％的阿桑加羅區、13.8％的阿西略區以及佔7.3％的阿拉帕區和丘帕區。

### 衛生
在衛生服務方面，該省有32個機構提供服務，最突出的是位於阿桑加羅市的Apoyo醫院（Hospital de Apoyo）。

## 經濟
經濟主要基於阿桑加羅畜牧生產活動的發展，並輔以農業、手工藝品、農產品貿易、消費品和非區域運輸服務。沒有關於該省國內生產總值的數據，但可以得知動物飼養是當地經濟的最大支柱，其飼養的牛、綿羊和羊駝都產生最終產品，例如牛奶、羊毛、皮和肉以供消費；還有加工產品的生產，例如牛奶被加工製成奶酪和酸奶供人食用，綿羊、羊駝和美洲駝羊毛以及牛皮。

## 外部連結
- （西班牙文） www.muniazangaro.gob.pe （页面存档备份，存于）
- The Andes, a Photo Gallery （页面存档备份，存于）

14°54′35.60″S 70°11′50.70″W / 14.9098889°S 70.1974167°W